# Thomas Dubois Dunilac
Thomas Dubois Dunilac (5 de enero de 1999) es un deportista francés que compite en piragüismo en la modalidad de maratón. Ganó una medalla de bronce en el Campeonato Mundial de Piragüismo en Maratón de 2024, en la prueba de C1 en distancia corta.

## Palmarés internacional
| \| Campeonato Mundial \| Campeonato Mundial \| Campeonato Mundial \| Campeonato Mundial \| \| Año \| Lugar \| Medalla \| Competición \| \| ------------------ \| ------------------ \| ------------------ \| ------------------ \| \| 2024 \| Metković (Croacia) \| Medalla de bronce \| C1 (DC) \| |                    |                   |             |
| Campeonato Mundial |                    |                   |             |
| Año | Lugar              | Medalla           | Competición |
| 2024 | Metković (Croacia) | Medalla de bronce | C1 (DC)     |